# General Zuazua (kommun)
General Zuazua är en kommun i Mexiko.   Den ligger i delstaten Nuevo León, i den centrala delen av landet, 700 km norr om huvudstaden Mexico City.
Följande samhällen finns i General Zuazua:
- Fraccionamiento Real Palmas
- General Zuazua
- Villas de Alcalá
- Hacienda San Pedro
- Paseos del Roble
- Portal del Norte